# Isla de Ambon
La isla de Ambon (en indonesio: Pulau Ambon), llamada antiguamente isla de Amboina, es una isla de Indonesia perteneciente al archipiélago de las Molucas; forma parte de las denominadas islas Lease, junto a Haruku, Saparua, Nusa Laut y otros islotes. Está ubicada a 11 km al suroeste de la isla de Ceram, y tiene 50 km de largo por 16 km de ancho, con un superficie de 805,8 km². Su principal puerto y capital, tanto de la isla como de la provincia de Molucas, se llama también Ambon.
Si bien no tiene volcanes activos, la isla es susceptible a los terremotos y la actividad volcánica, y tiene manantiales de agua caliente y fumarolas. El monte Salahatu es su punto más alto con 1038 m de altura. El clima es tropical con abundantes lluvias. Tiene pocos mamíferos endémicos, pero sí algunos loris y loros.

## Historia
El comercio del clavo cautivó primero a los portugueses, quienes establecieron un asentamiento allí en 1521. Los neerlandeses expulsaron a los portugueses en 1605, tomando el control del mercadeo de especias y en 1623, aniquilaron a los colonos ingleses en un hecho que se conoce como la masacre de Ambon. 
Los británicos ocuparon Ambon en 1796 merced de las instrucciones de Guillermo V para resistir a la ocupación francesa, devueltas a la República Bátava por el Tratado de Amiens (1802). Fueron de nuevo ocupadas en 1810, y retornadas al Reino Unido de los Países Bajos en 1814 por el Tratado de Londres.
Ambon fue el centro mundial de producción de clavo. Hasta el siglo XIX los neerlandeses tenían prohibida la plantación del árbol del clavo en todas las demás islas bajo su control para mantener el monopolio de Ambon.
Durante el periodo colonial neerlandés, la ciudad de Ambon fue la sede del gobernador y comandante militar de las Molucas. La ciudad estaba protegida por el fuerte Victoria y la Enciclopedia Británica de 1902 la describía como «una pequeña ciudad limpia con calles anchas y bien trazadas».
Fue un lugar independiente hasta que fue unido con la isla de Ternate para formar la gobernación de las Molucas en 1927. 
Los japoneses tomaron el control durante la Segunda Guerra Mundial en la batalla de Ambon. Tras la batalla se produjo la ejecución sumaria de más de 300 prisioneros de guerra aliados en la masacre de Laha.
Indonesia consiguió la independencia en 1945-49. Un movimiento independentista de corta duración en 1950 de las Molucas del Sur fue rápidamente reprimido.